# Giriyal, Hubli
Giriyal là một làng thuộc tehsil Hubli, huyện Dharwad, bang Karnataka, Ấn Độ.